# Aucun homme ni dieu (film)
Pour plus de détails, voir Fiche technique et Distribution.
Aucun homme ni dieu (Hold the Dark) est un thriller américain réalisé par Jeremy Saulnier, sorti en 2018.

## Synopsis
Dans le fin fond de l'Alaska sauvage, plusieurs enfants disparaissent. Une mère de famille engage un écrivain spécialiste des loups, Russell Core, pour qu'il retrouve son petit garçon. Mais il constate que la population est très hostile à sa présence et à son investigation... La situation s'envenime lorsque le père du disparu, un soldat revenu d'Irak, se mêle à son enquête.

## Fiche technique
- Titre : Aucun homme ni Dieu
- Titre original : Hold the Dark
- Réalisation : Jeremy Saulnier
- Scénario : Macon Blair, d'après le roman éponyme de William Giraldi
- Montage : Julia Bloch
- Musique : Brooke Blair et Will Blair
- Photographie : Magnus Nordenhof Jønck
- Sociétés de production : Addictive Pictures, VisionChaos Productions et FilmScience
- Société de distribution : Netflix
- Pays de production :  États-Unis
- Langue originale : anglais
- Format : couleur
- Genre : thriller
- Durée : 125 minutes
- Dates de sortie : 
  - Canada : 12 septembre 2018 (Festival international du film de Toronto 2018)
  - États-Unis : 28 septembre 2018 sur Netflix
  - France : 28 septembre 2018 sur Netflix

## Distribution
- Jeffrey Wright (VF : Jean-Louis Faure) : Russell Core
- Alexander Skarsgård (VF : Nessym Guetat) : Vernon Sloane
- James Badge Dale (VF : David Kruger) : Donald Marium
- Riley Keough (VF : Marie Tirmont) : Medora Sloane
- Julian Black Antelope (VF : Bruno Magne) : Cheeon
- Macon Blair : Shan
- Beckham Crawford : Bailey
- Savonna Spracklin : Susan
- Jonathan Whitesell : Arnie
- Tantoo Cardinal : Illanaq
- Peter McRobbie : Trapper John
- Bobbi Jaye : Amy Core